# LFK NG
LFK NG (нем. Lenkflugkörper Neuer Generation — управляемый летательный аппарат нового поколения) — зенитная управляемая ракета малой дальности, разработанная для оснащения войск ПВО Бундесвера компаниями MBDA и Diehl BGT Defence.

## Характеристики
Зенитная ракета LFK NG имеет дальность полёта 10 км, высоту — до 5 км.
Общая масса ракеты составляет 28 кг, масса боевой части — 2,5 кг. Скорость полёта достигает 2,2 Маха.
Длина ракеты — 1,78 м, диаметр — 110 мм. Ракета оснащена инфракрасной головкой самонаведения (используется охлаждаемая матрица из 256×256 элементов), но на основном участке траектории применяется инерциальное наведение с радиокоррекцией.
Пуск ракеты может выполняться из различных по конструктивному исполнению платформ. В частности, это могут быть спаренные контейнеры, установленные на треноге и ориентируемые под углом места 40—50 градусов в направлениях угрожающих секторов.
Возможен вариант выполнения вертикального старта с многоракетного контейнера, содержащего 16 ракет (4 × 4). Такие контейнеры предназначены для создания точек противовоздушной обороны, поскольку имеют дистанционное управление, лишены радиоизлучения и могут быть легко замаскированы. При этом введение полетных заданий для инерциальных участков наведения может осуществляться непосредственно с многоцелевой РЛС TBR с помощью телекодовой радиолинии. Кроме того, планируется оснащение указанными ракетами вертолётов UH-Tiger, боевых машин «Wiesel 2 Ozelot» в составе комплекса ПВО LeFlaSys (недоступная ссылка).